# Xôi

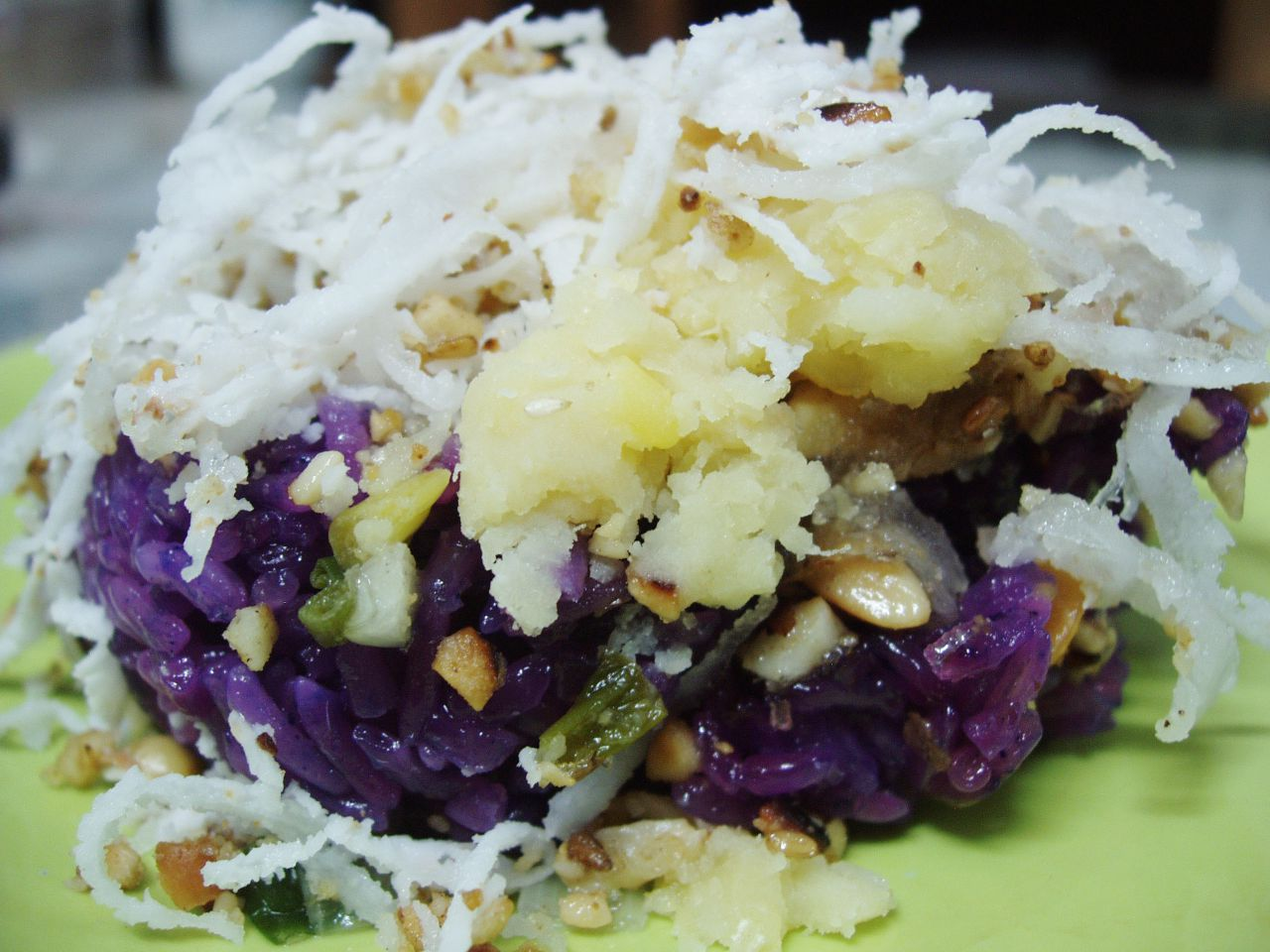
Xôi lá cẩm.

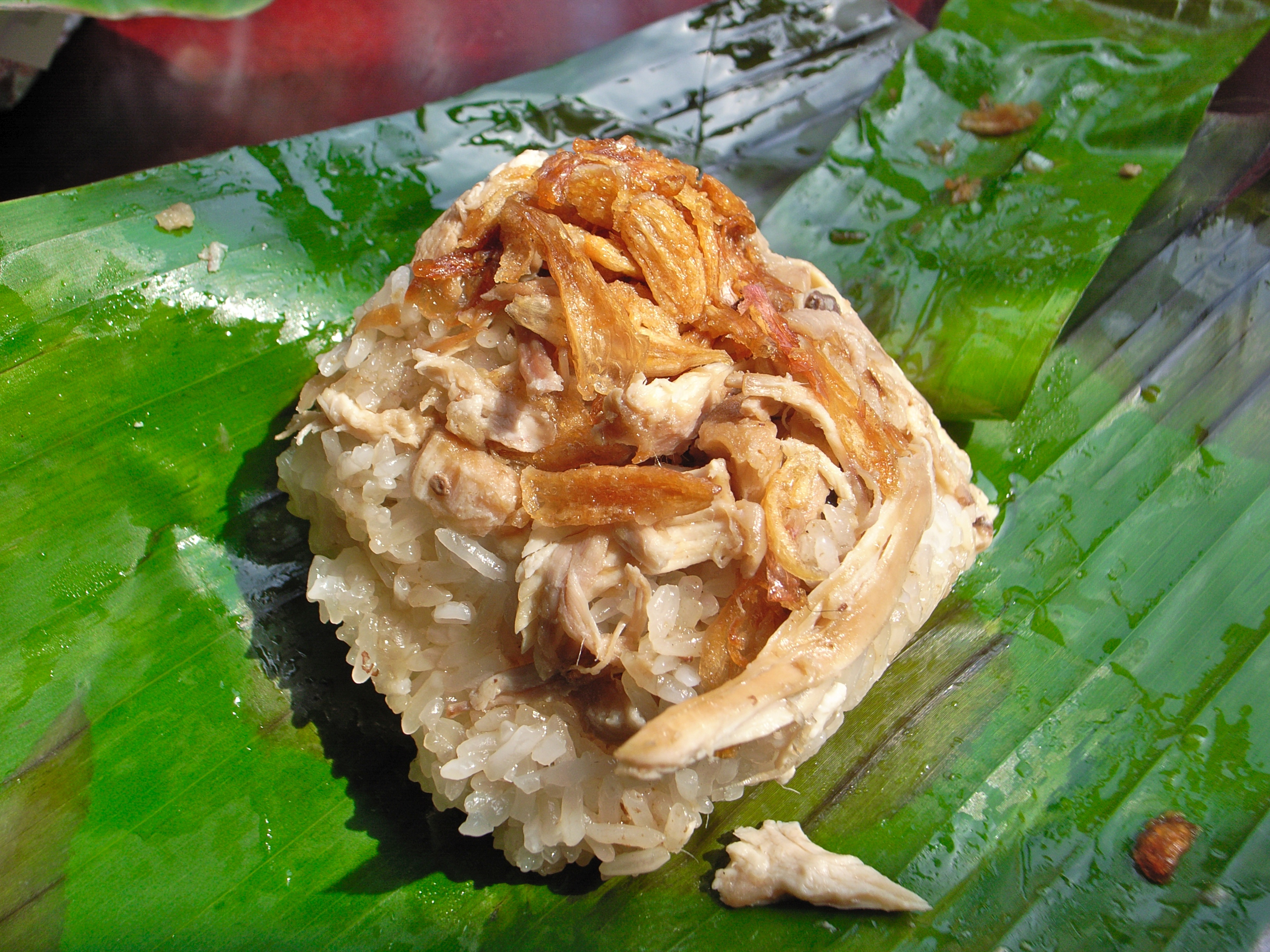
Xôi gà.

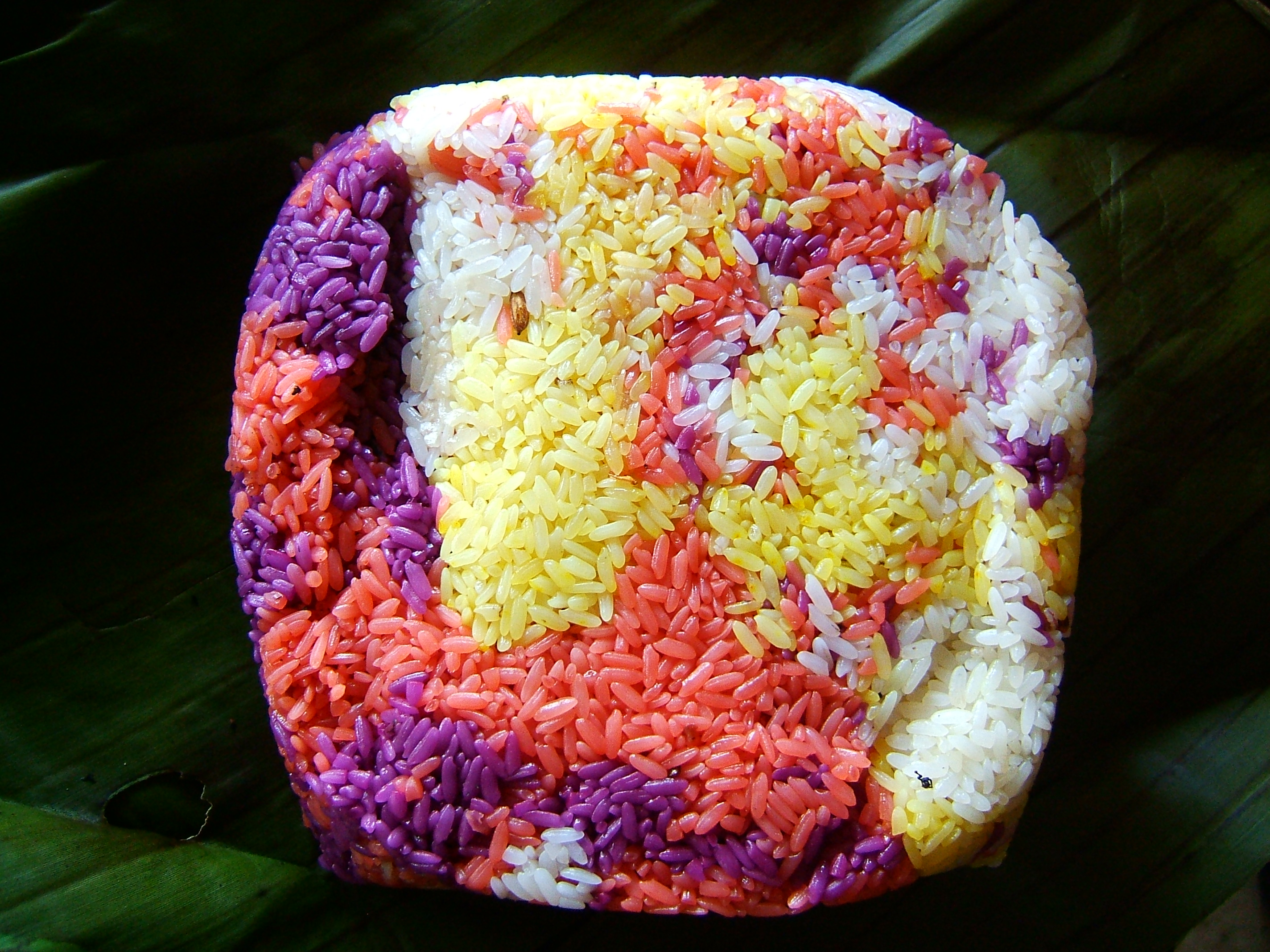
Xôi ngũ sắc.

El xôi es un plato vietnamita dulce (ngọt) o salado (mặn) hecho con arroz glutinoso y otros ingredientes. Aunque a menudo se sirve como postre, en muchas regiones montañosas de Vietnam se toma como plato principal.

## Variedades

### Dulces
El xôi dulce se llama xôi ngọt en vietnamita. Incluye las siguientes variedades:
- Xôi bắp, con maíz, azúcar, cebolla frita y frijol chino hervido machacado
- Xôi đậu đen, con lenteja negra
- Xôi đậu phộng (llamado así en el sur, también xôi đậu phụng; xôi lạc en el norte), con cacahuete
- Xôi đậu xanh, con frijo chino
- Xôi dừa, con coco
- Xôi gấc, con el arilo y las semillas del gac
- Xôi khoai mì, con mandioca
- Xôi lá cẩm (también xôi tím), con lá cẩm
  - Xôi lá cẩm đậu xanh, con lá cẩm y frijol chino
- Xôi lá dứa, con extracto de hoja de pandano para darle color verde y un sabor peculiar
- Xôi lam, cocinado en un tubo de bambú del género Neohouzeaua y servido a menudo con cerdo o pollo asado; una especialidad de los grupos montañeses minoritarios
- Xôi lúa
- Xôi nếp than, con arroz glutinoso negro
- Xôi ngũ sắc, xôi de 5 colores: morado del extracto de hoja de lá cẩm, verde de la hoja de pandano, rojo del fruto de gac, amarillo del frijol chino, y blanco del arroz glutinoso
- Xôi nhộng
- Xôi sầu riêng, con durio
- Xôi vị
- Xôi vò, los granos de arroz glutinoso no se pegan entre sí en este tipo de xôi, ya que se recubren con frijoles chinos pelados, cocidos y molidos
- Xôi xiêm
- Xôi xoài, con leche de coco y mango fresco maduro; de origen tailandés

### Saladas
El xôi salado se llama xôi mặn en vietnamita. Incluye las siguientes variedades:
- Xôi cá
  - Xôi cá rô đồng
  - Xôi cá rô phi
- Xôi chiên phồng, pastel de arroz glutinoso frito
- Xôi gà, con pollo
- Xôi khúc, casi un pastel de arroz pegajoso, con pasta de frijol chino y huevo de codorniz cocido dentro
- Xôi lam, cocinado en un tubo de bambú del género Neohouzeaua y servido a menudo con cerdo o pollo asado; una especialidad de los grupos montañeses minoritarios
- Xôi lạp xưởng o xôi lạp xường, hecho con salchicha china
- Xôi thập cẩm, subgum xôi
  - Xôi thập cẩm chiên, subgum xôi frito
- Xôi xíu mại, parecido al shaomai cantonés